# Bedburg
Bedburg is een stad en gemeente in de Duitse deelstaat Noordrijn-Westfalen, gelegen in de Rhein-Erft-Kreis. De gemeente telt 23.743 inwoners (31 december 2020) op een oppervlakte van 80,33 km².

## Plaatsen in de gemeente Bedburg
- Bedburg met:
  - Bedburg-West, een in 1983 ontstane wijk
- Blerichen ,enkele kilometers ten zuiden van Bedburg-stad
- Broich, direct aan de noordkant van het stadscentrum
- Kaster[2], ten westen van Bedburg, aan de A61; direct ten noordoosten van Kaster liggen de kleinere plaatsen:
  - Epprath
  - Alt-Kaster, ten N van Epprath
- Kirchherten met Grottenherten, ten westen van de A61 en Kaster
- Kirchtroisdorf met Kleintroisdorf, iets ten zuiden van Kirchherten
- Kirdorf, zuidelijk aansluitend op Blerichen
- Königshoven, ten westen van Kaster, aan de A61
- Lipp met aan zijn westkant Millendorf, direct ten westen van Bedburg-stad
- Pütz, dichtbij Kleintroisdorf
- Rath met Garsdorf, enige kilometers ten oosten van de stad

### Bevolkingsstatistiek
Aantal inwoners van ieder der 11 stadsdelen:
- Bedburg 4.973
- Blerichen 2.646
- Broich 1.063
- Kaster 6.302
- Kirch-/Grottenherten:
  - Kirchherten 1.966
  - Grottenherten 412
- Kirch-/Kleintroisdorf:
  - Kirchtroisdorf 1.113
  - Kleintroisdorf 174
- Kirdorf 1.092
- Königshoven 1.858
- Lipp-Millendorf:
  - Lipp-Millendorf zelf: 2.182
  - Oppendorf 73
- Pütz 310
- Rath 919

Totaal:  25.083.
Peildatum: 30 juni 2021.

## Geografie en infrastructuur
De gemeente ligt in het gebied van de linker (zuidwestelijke) oever van de Rijn, in de Keulse Bocht. Het Naturpark Rheinland, met daarin het stroomgebied van de Erft, ligt ook dichtbij. Bedburg zelf ligt ook aan de Erft.
Bedburg maakt deel uit van het Rijnlands bruinkoolgebied. De bruinkoolwinning heeft sedert 1953 het landschap en de infrastructuur van dit gebied wezenlijk veranderd.

### Nabij gelegen grote steden
- Düsseldorf
- Keulen
- Mönchengladbach
- Aken

### Buurgemeentes
- Jüchen
- Grevenbroich
- Rommerskirchen (alle drie in de Rhein-Kreis Neuss)
- Bergheim
- Elsdorf
- Titz (alle drie in de Kreis Düren)

Ook Erkelenz is niet ver weg.

### Wegverkeer
De gemeente ligt aan de Autobahn A61. Bij stadsdeel Kaster ligt afrit 17 van deze snelweg. Enkele kilometers ten noordwesten van deze afrit ligt Dreieck Jackerath, waar de A61 de Autobahn A44 kruist.

### Openbaar vervoer

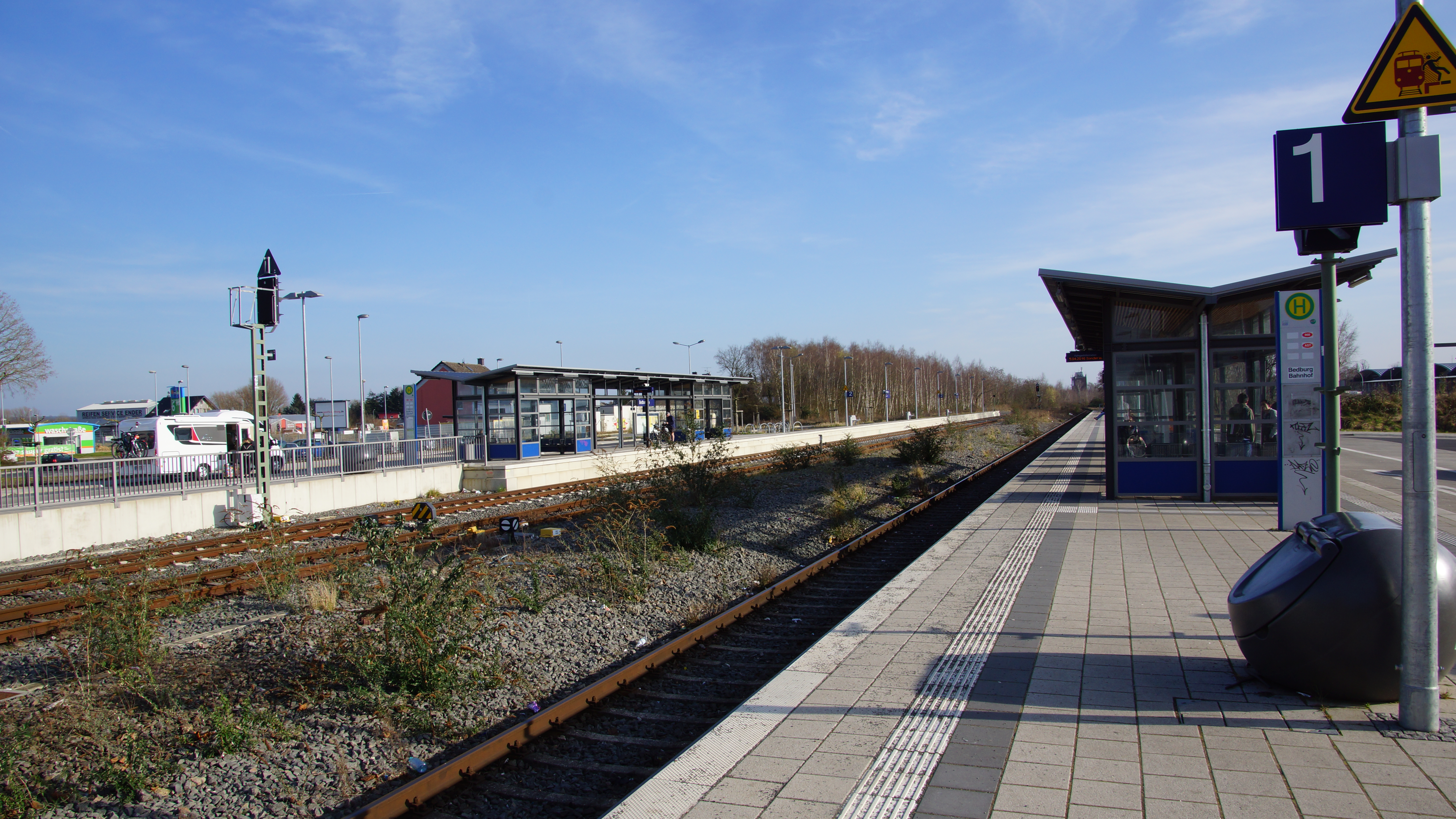
Station

In Bedburg staat sedert 1869 een station (Station Bedburg (Erft)), dat ligt aan de spoorlijn Düren - Neuss en aan de spoorlijn Bedburg- Horrem naar station Horrem. De voormalige spoorlijn Bedburg - Ameln werd tussen 1953 en 1966 verwijderd vanwege de bruinkoolwinning.
Nabij station Bedburg (Erft) ligt een busstation. Dit is het begin- en eindpunt van twee stadsbuslijnen te Bedburg, en van enige school- en streekbuslijnen. De meeste van deze buslijnen rijden buiten de spitsuren (op werk- en schooldagen) in een zeer beperkte frequentie. De plaatselijke busmaatschappij heet REVG, een dochteronderneming van VRS AG, die overkoepelend in een grotere regio werkzaam is.

## Economie
De bruinkoolwinning door RWE zal tot aan de sluiting van de laatste groeve, voorzien circa 2040, van belang blijven voor de gemeente en voor de werkgelegenheid daarbinnen.
Bedburg deelt met de buurgemeente Bergheim een uitgestrekt, in de periode 2020-2035 nog verder uit te breiden, bedrijventerrein met de naam Mühlenerft. Hier is voornamelijk midden- en kleinbedrijf van lokaal en hoogstens regionaal belang gevestigd.
De gemeente investeert grootschalig in windturbines voor energie-opwekking. Windmolenparken zijn, en worden in de toekomst, gebouwd op locaties van gesloten bruinkoolgroeven.

## Geschiedenis

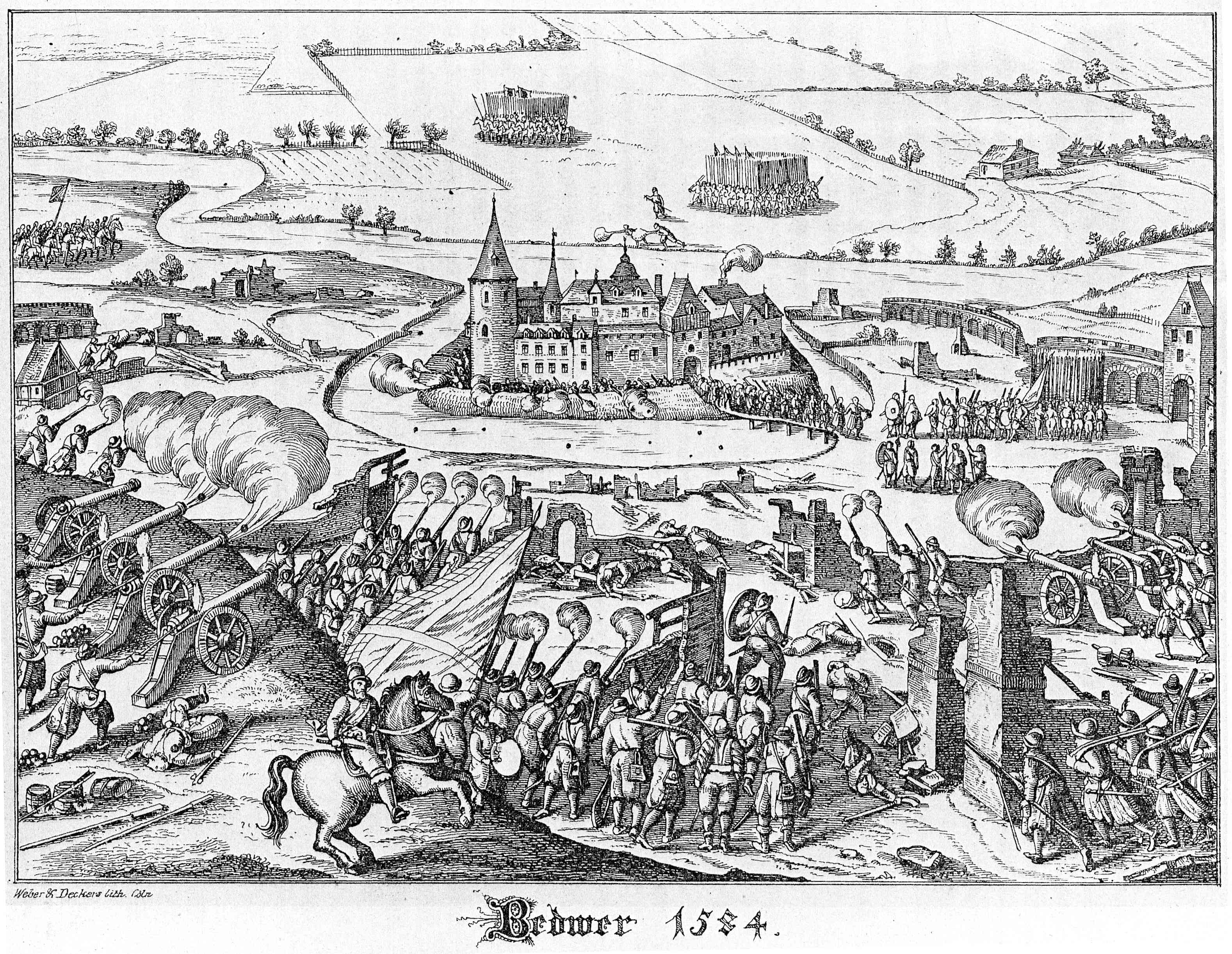
Belegering van Bedburg door de katholieken, 1584
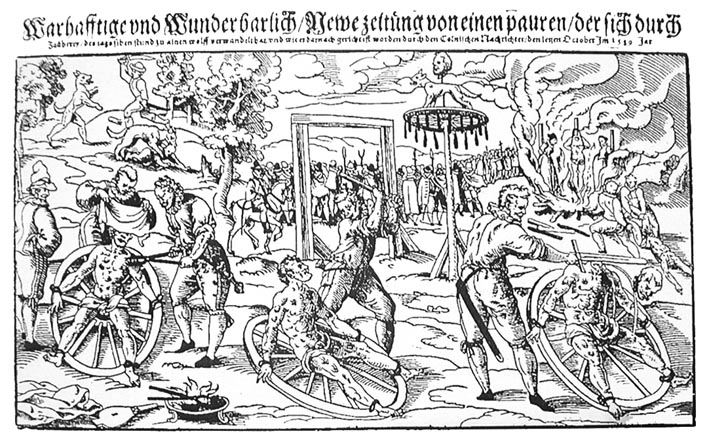
1589:Terechtstelling d.m.v. radbraken van de vermeende weerwolf Peter Stubbe of Peter Stump, zijn minnares en zijn dochter
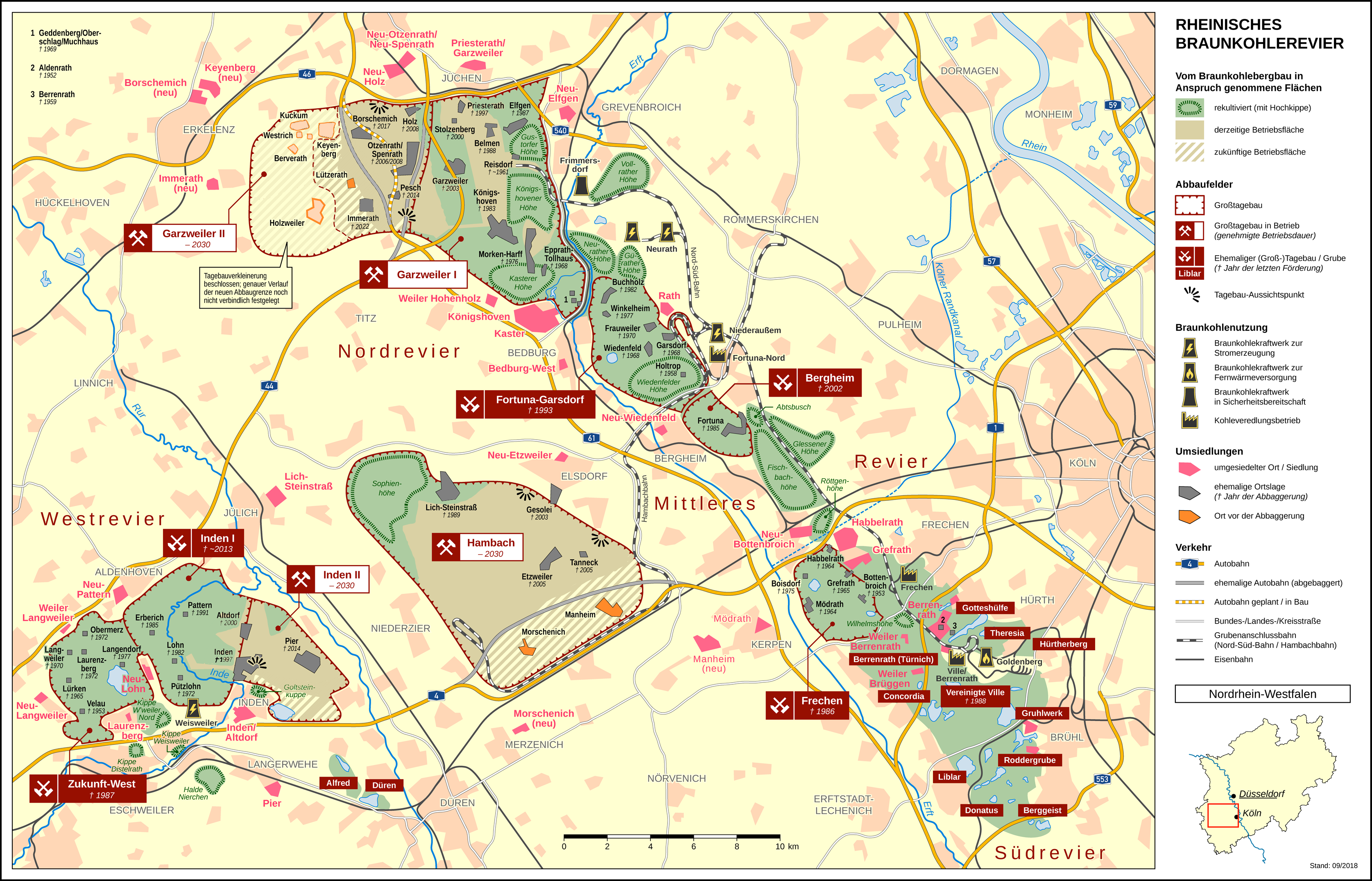
Kaart Rijnlands bruinkoolgebied. Bedburg ligt iets linksboven het midden van deze kaart.
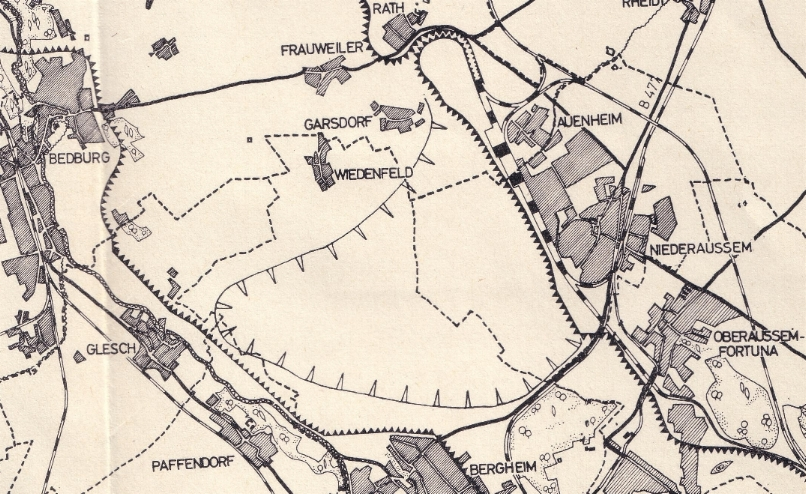
Kaart bruinkoolgebied Fortuna-Garsdorf uit 1983. Garsdorf, Frauweiler en Wiedenfeld zijn aan de bruinkoolwinning ten offer gevallen.
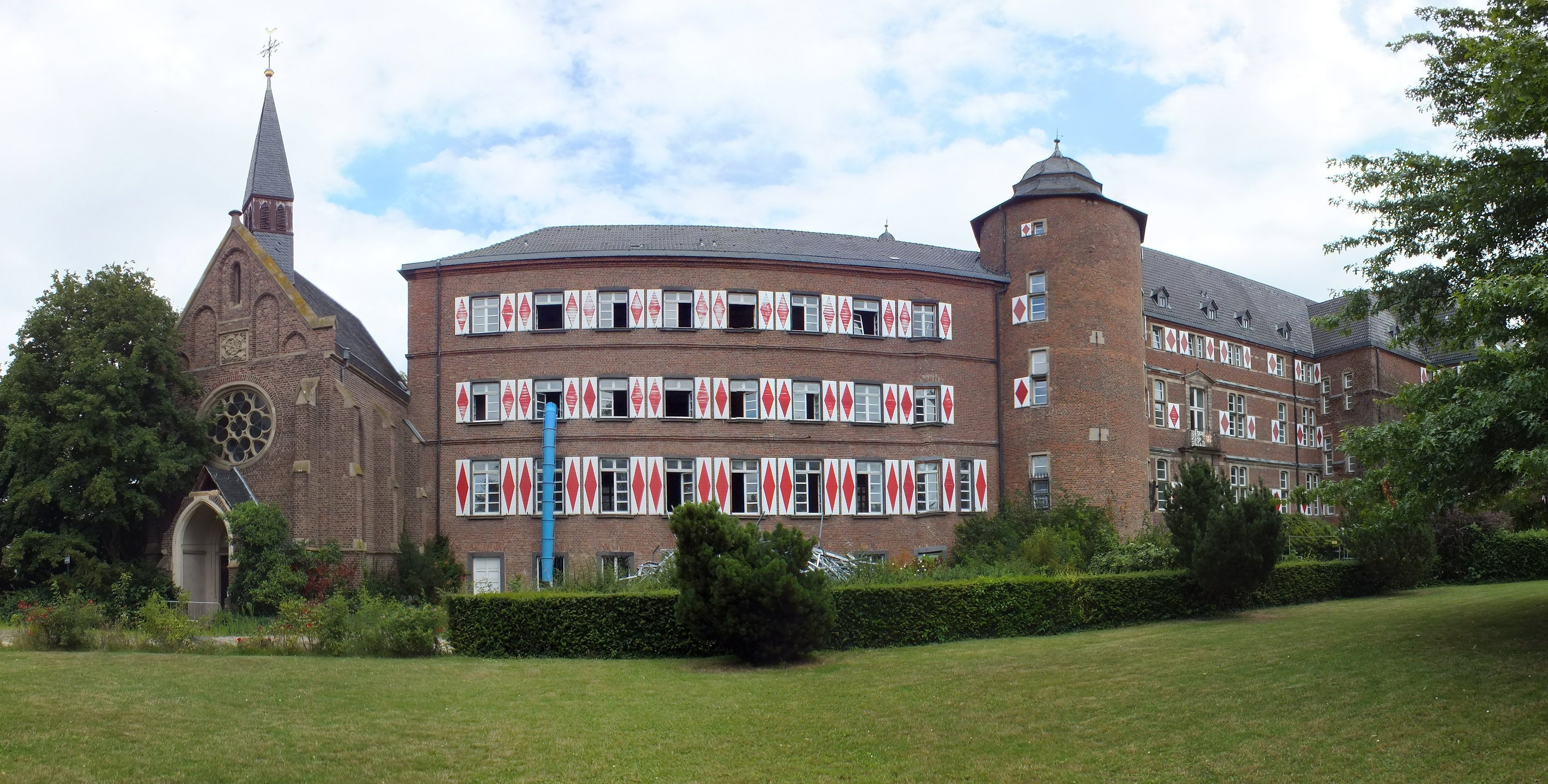
Bedburg: Rheinische Ritterakademie (in 2011 gesloopt)

Bedburg ontstond in de middeleeuwen als Kuurkeuls grensstadje tegen het Graafschap en later Hertogdom Gulik aan. De oudste vermelding, uit 893, is een document van de Abdij van Prüm. In 1235 verkreeg Bedburg stadsrechten.
In de middeleeuwen vormden Kerpen en het daartoe behorende Blatzheim samen met Kirdorf en Blerichen een Kuurkeulse exclave te midden van gebied dat aan het Graafschap en latere Hertogdom Gulik toebehoorde. Deze ligging bewerkte, dat de streek rond deze plaatsen in de godsdienstoorlogen van de 16e en 17e eeuw regelmatig toneel van krijgshandelingen en de daarmee samenhangende ellende was. In de Keulse Oorlog (Truchsessische Krieg) werd Bedburg, dat toen een sterke vestingstad was, meerdere malen belegerd, en in 1584 ingenomen en verwoest. Ook in de Dertigjarige Oorlog had Bedburg veel te lijden.
In Epprath zou in 1589 een weerwolf hebben rondgewaard, Peter Stubbe of Stubben-Peter. In het kader van een heksenproces werd een man van die naam, die hieraan schuldig was bevonden, in oktober van dat jaar gefolterd en ter dood gebracht. Veel geleerden gaan ervan uit, dat de talrijke moorden en verkrachtingen, waarvan Stubbe werd beschuldigd, in werkelijkheid door rondzwervende rovers (veelal (ex-)soldaten) zijn gepleegd.
Van 1883 tot 1997 had Bedburg een zeer grote, aan vele honderden arbeiders werk biedende, suikerfabriek, die over eigen goederenspoorwegfaciliteiten beschikte.
Aan het eind van de Tweede Wereldoorlog is in het gebied ten westen van de stad Bedburg nog zwaar gevochten tussen terugtrekkende Duitsers, aan wie Adolf Hitler persoonlijk had verboden, zich over te geven, en oprukkende geallieerde soldaten. Na enige dagen van gevechten met zware artillerie, waarbij in verscheidene dorpen, vooral in Grottenherten, waar een Duitse tankdivisie was gestationeerd, veel gebouwen zwaar beschadigd of zelfs geheel verwoest werden, behaalden de geallieerden eind februari 1945 de overwinning.
Dichtbij Bedburg werd van 1953 tot 1993 in de bruinkoolgroeve Fortuna-Garsdorf op grote schaal bruinkool gewonnen in dagbouw. Een gedeelte van Bedburg moest hiervoor gesloopt worden en werd elders herbouwd (zie roze vlek Bedburg-West op bovenstaande kaart). Ook de vroegere bij Bedburg behorende dorpen Garsdorf, Frauweiler en Wiedenfeld zijn aan de bruinkoolwinning ten offer gevallen. De inwoners van Garsdorf en Frauweiler verhuisden naar nieuwbouwwijken te Rath, dat van een gehucht van enkele boerderijen zo ineens een dorp met ruim 1.000 inwoners werd. De inwoners van Wiedenfeld verhuisden naar de buurstad Bergheim. In 1983 werd in Bedburg zelf de nieuwe wijk Bedburg-West gebouwd ter huisvesting van de inwoners van Geddenberg, Muchhaus, Tollhausen, Oberschlag, Blerichen (Ost), Winkelheim, en Buchholz (Bedburg). Al deze plaatsjes moesten ook verdwijnen vanwege de bruinkoolwinning.
Na de beëindiging van de bruinkoolwinning werd de groeve deels dichtgestort, waarna daar nieuw natuur-, recreatie- en landbouwgebied werd ingericht. Een ander deel van de groeve liet men met water vollopen, waardoor het meer Peringsmaar ontstond. Er zijn plannen, om een waterverbinding tussen dit meer en de rivier de Erft te creëren.
Kaster (Caster) was vanaf de 14e eeuw een Guliks grensstadje tegen het gebied van het Prinsbisdom Keulen aan. Het had ook stadsrechten, die na de verwoesting van het bij het stadje behorende kasteel in 1648 vermoedelijk zijn vervallen, en kreeg deze stadsrechten in 1939 terug. Onderscheiden wordt dit oude stadje (Alt-Kaster), en de na de Tweede Wereldoorlog gerealiseerde nieuwbouw ten zuiden daarvan (Kaster).

## Bezienswaardigheden
- Het oude stadje Alt-Kaster heeft zijn middeleeuws karakter goeddeels behouden. Er staat een kasteelruïne en ook een aantal oude huizen, waarvan enkele uit de 17e eeuw. Ook de stadsommuring met poorten en torens is grotendeels bewaard gebleven.
- Kasteel Bedburg, aan de zuidkant van het centrum van Bedburg, is een fraai, deels 16e- en 17e-eeuws gebouwencomplex. Het is als congrescentrum voor universiteiten e.d., het bedrijfsleven en de overheid in gebruik. De tuinen zijn vrij toegankelijk. In het verleden, in de eerste helft van de 19e eeuw, was er een elitaire middelbare school voor adellijke jongens, de Rheinische Ritterakademie, en later een "gewoon" gymnasium in gehuisvest. Dit gedeelte van het kasteel is in 2011 wegens bouwvalligheid, en onvoldoende geldmiddelen voor renovatie, gesloopt.
- Bezienswaardig is de deels romaanse, deels gotische, Sint-Ursulakerk van Lipp.
- Ten oosten van Kirchtroisdorf ligt nog een uit 1605 daterend kasteeltje, Gut Etgendorf in een schilderachtige omgeving. Het kasteeltje zelf kan niet bezichtigd worden.
- Het automuseum te Bedburg-Rath, gewijd aan het Franse automerk Rosengart
- Eén kilometer ten oosten van het dorp Kirch-Grottenherten ligt de windmolen Grottenhertener Windmühle. Dit is een bovenkruier, die nog maalvaardig is en in beperkte mate, op aanvraag, bezichtigd kan worden; daarbij wordt ook een demonstratie gegeven.
- Het landhuis Haus of Gut Hohenholz, enige kilometers ten noordwesten van Königshoven, waarvan de geschiedenis teruggaat tot de 14e eeuw, werd in 2011 verbouwd tot hotel met faciliteiten voor bruiloften, congressen en sportieve activiteiten.
- De plas Peringsmaar is grotendeels een natuurgebied. Het is een ondergelopen bruinkoolgroeve. Er lopen fiets- en wandelpaden omheen. Vanwege het hoge fosforgehalte van het water in het meer kan er niet in gezwommen of op gekanood worden. Langs het water broeden veel futen.
- Ten noorden van het stadje Alt-Kaster ligt een fraai bos aan een zijarm van de Erft. In dit bos bevindt zich de recreatieplas Kasterer See.
- Door de gemeente lopen verscheidene langeafstands-fietsroutes, waarvan één de Erft van bron tot monding volgt.
- In en om Epprath is een aan de vermeende weerwolf Stubbe-Peter herinnerende, van 7 informatiepanelen voorziene, wandelroute uitgezet.
- Ten oosten van het stadje en van de Erft lag tot circa 1997 een terrein met vijvers, waar de suikerfabriek spoelwater van de als grondstof gebruikte suikerbieten loosde. Deze Klärteiche werden na de sluiting van de fabriek met rust gelaten en ontwikkelden zich tot een waterrijk, ecologisch waardevol vogelreservaat. Er loopt een fiets- en wandelpad omheen.

## Geboren in Bedburg
- Katharina Molitor (1983), atlete en volleybalster

## Afbeeldingen

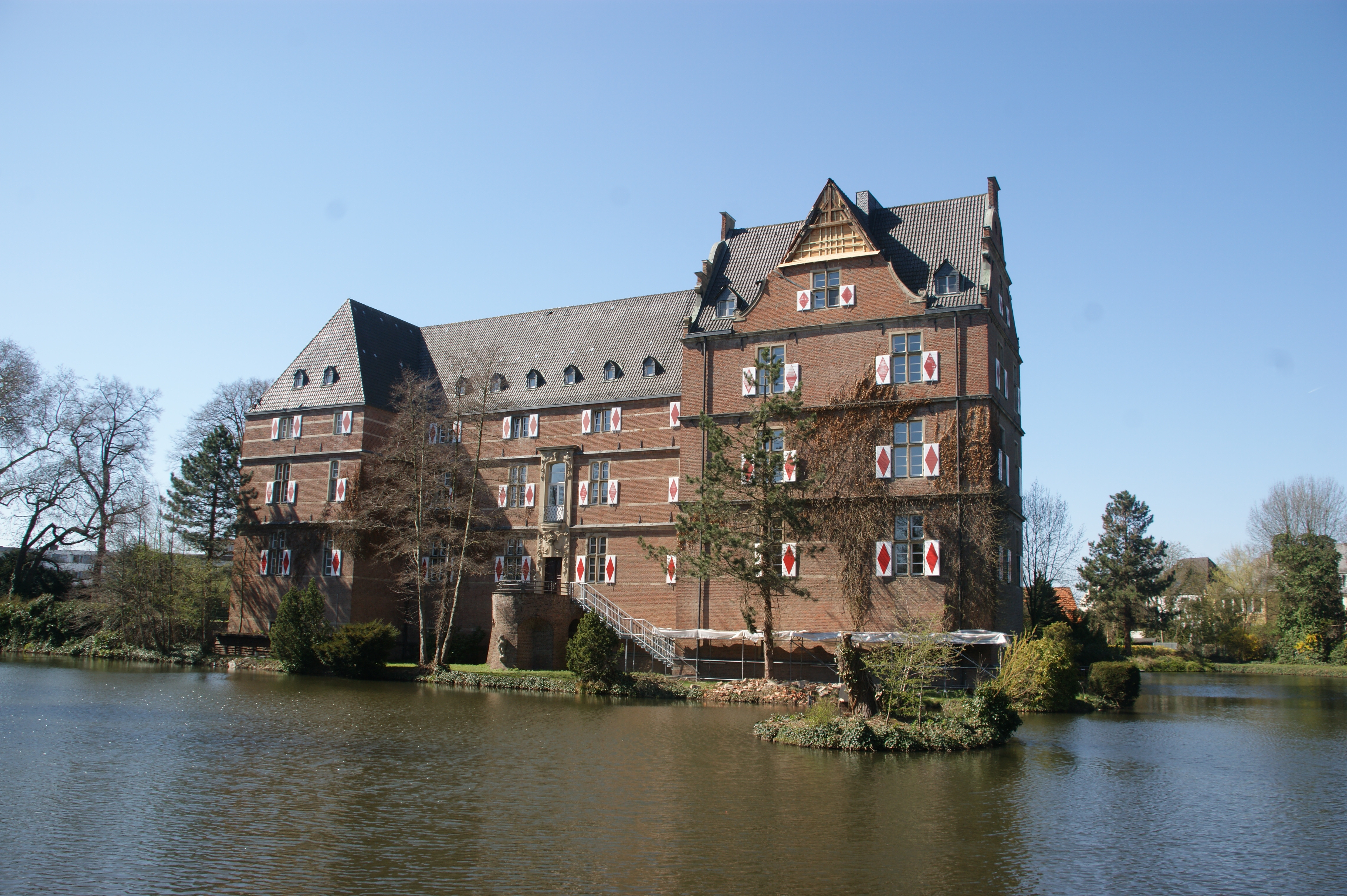
Kasteel Bedburg
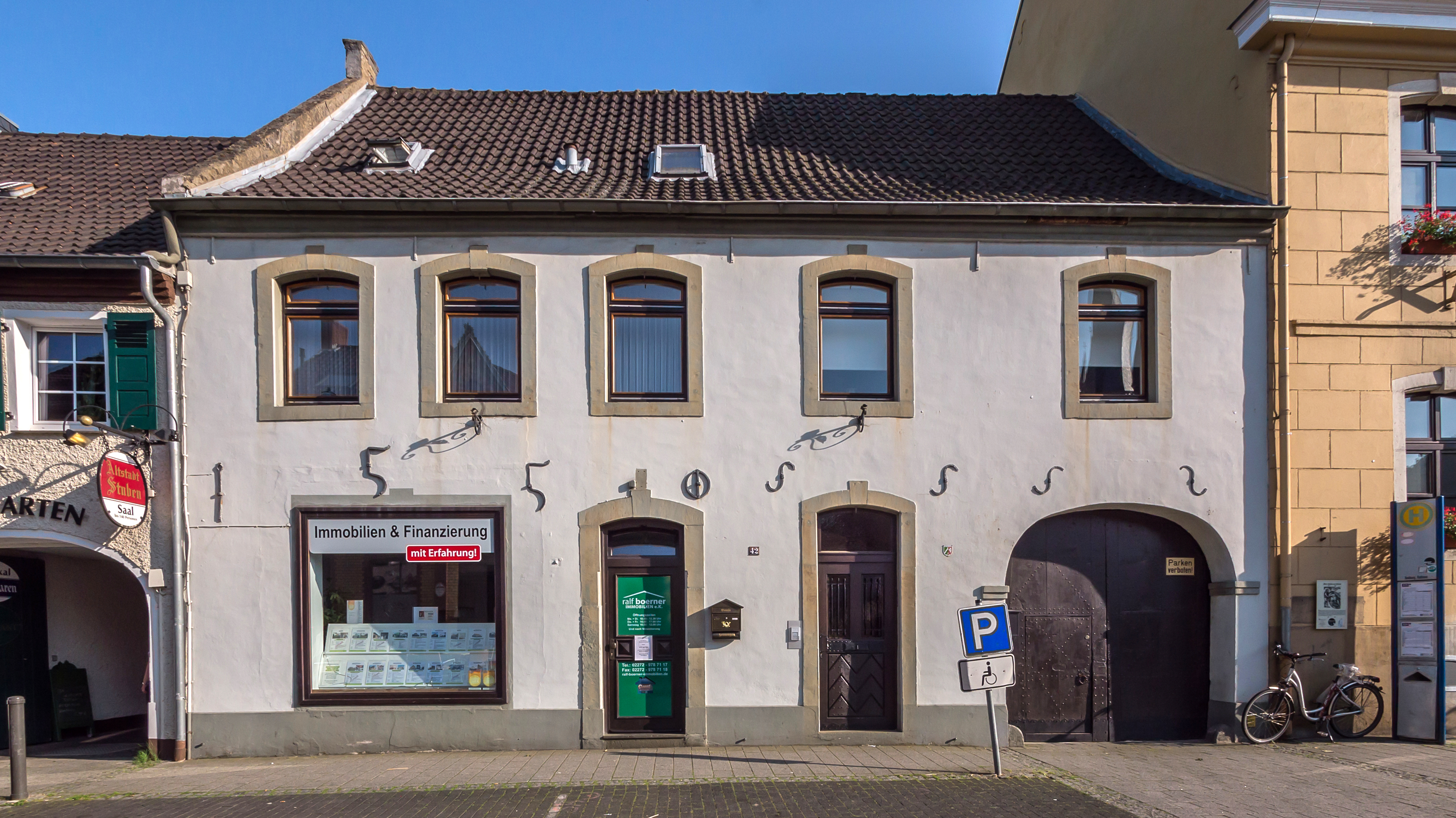
Eén der weinige bewaard gebleven huizen in het centrum van Bedburg van voor 1800
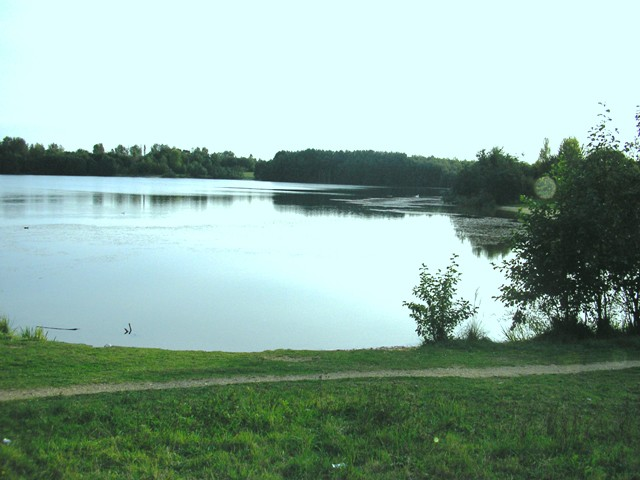
Peringsmaar of Peringssee
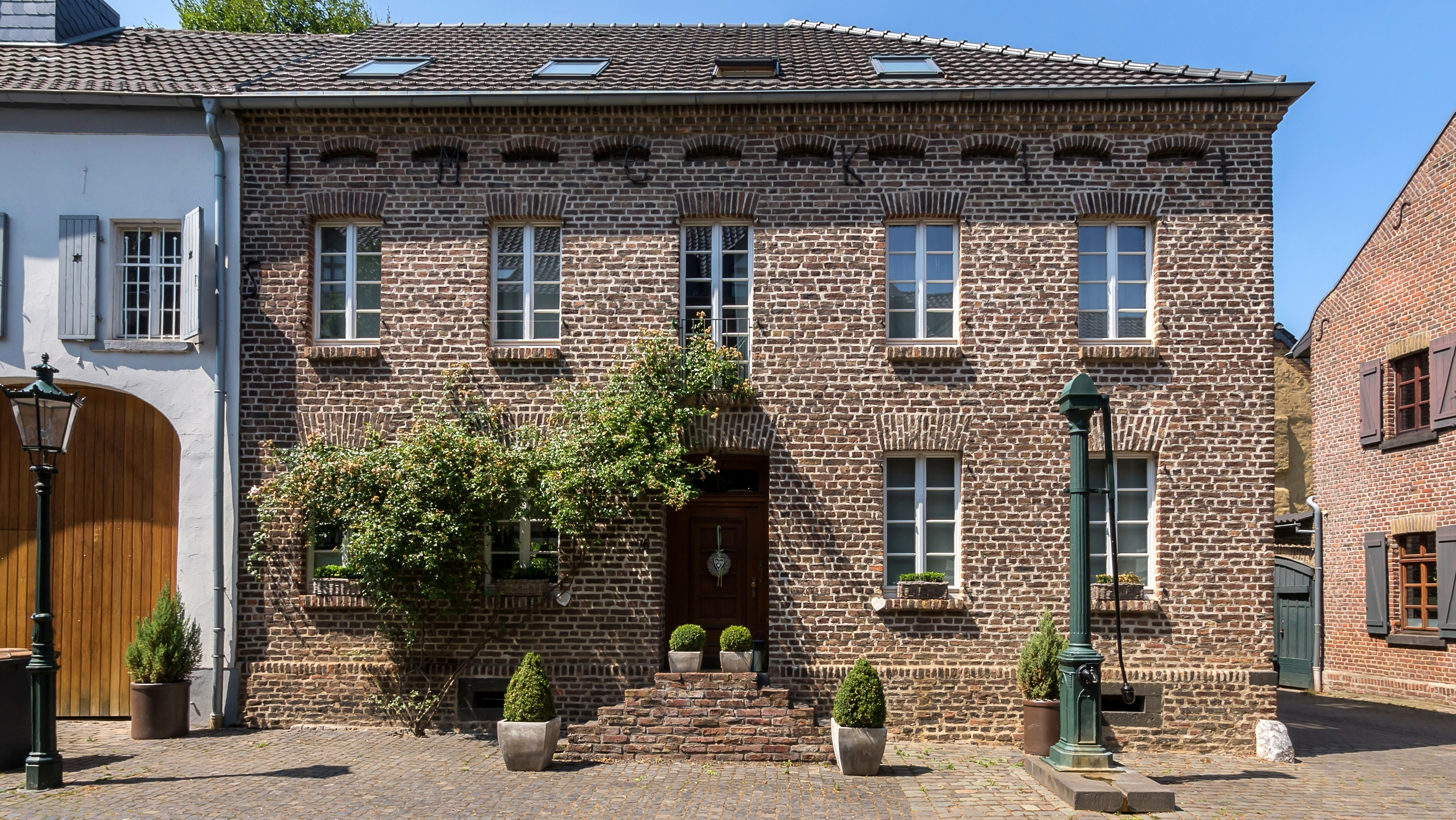
Hauptstraße 76, Alt-Kaster
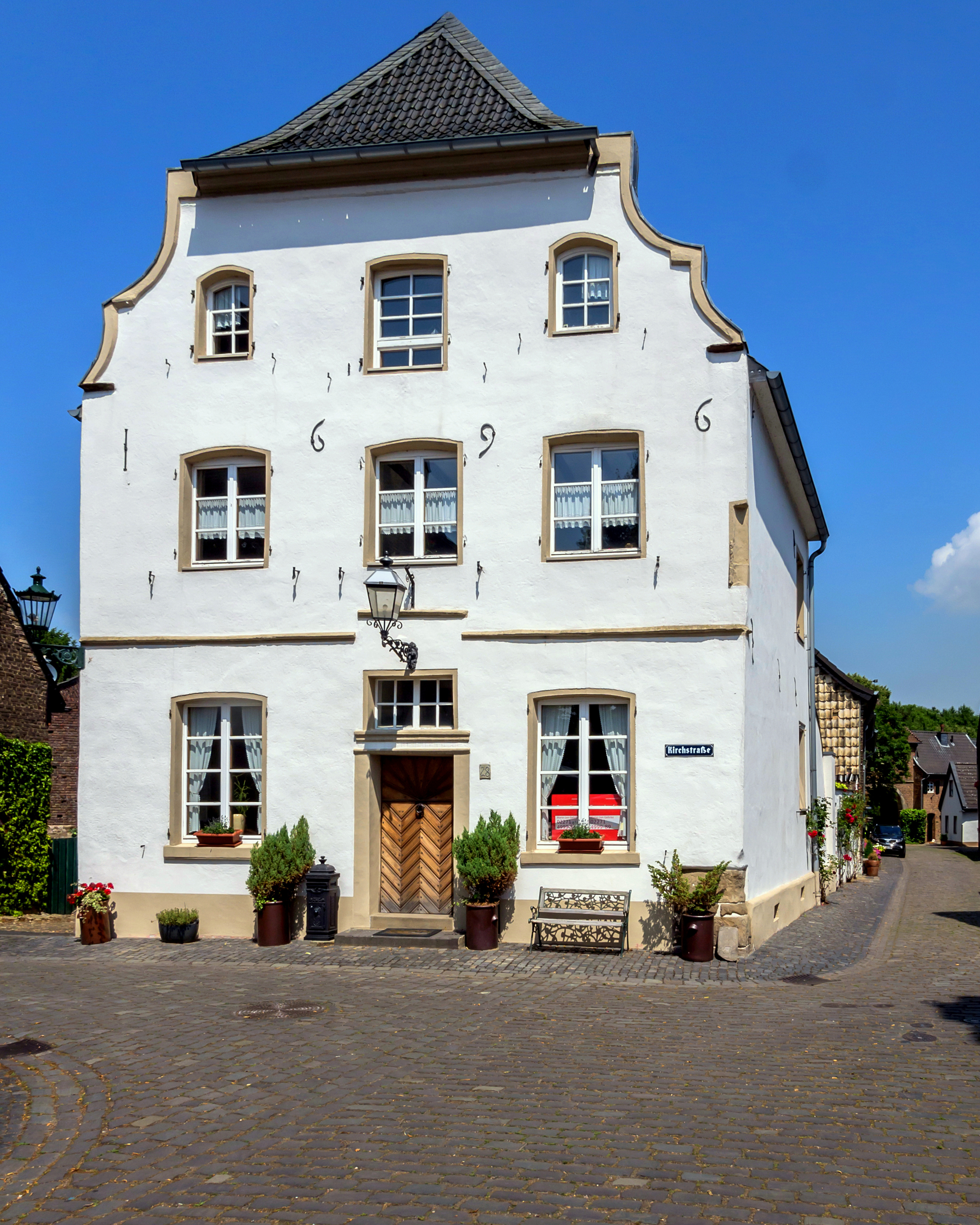
Kirchstraße 28, Alt-Kaster
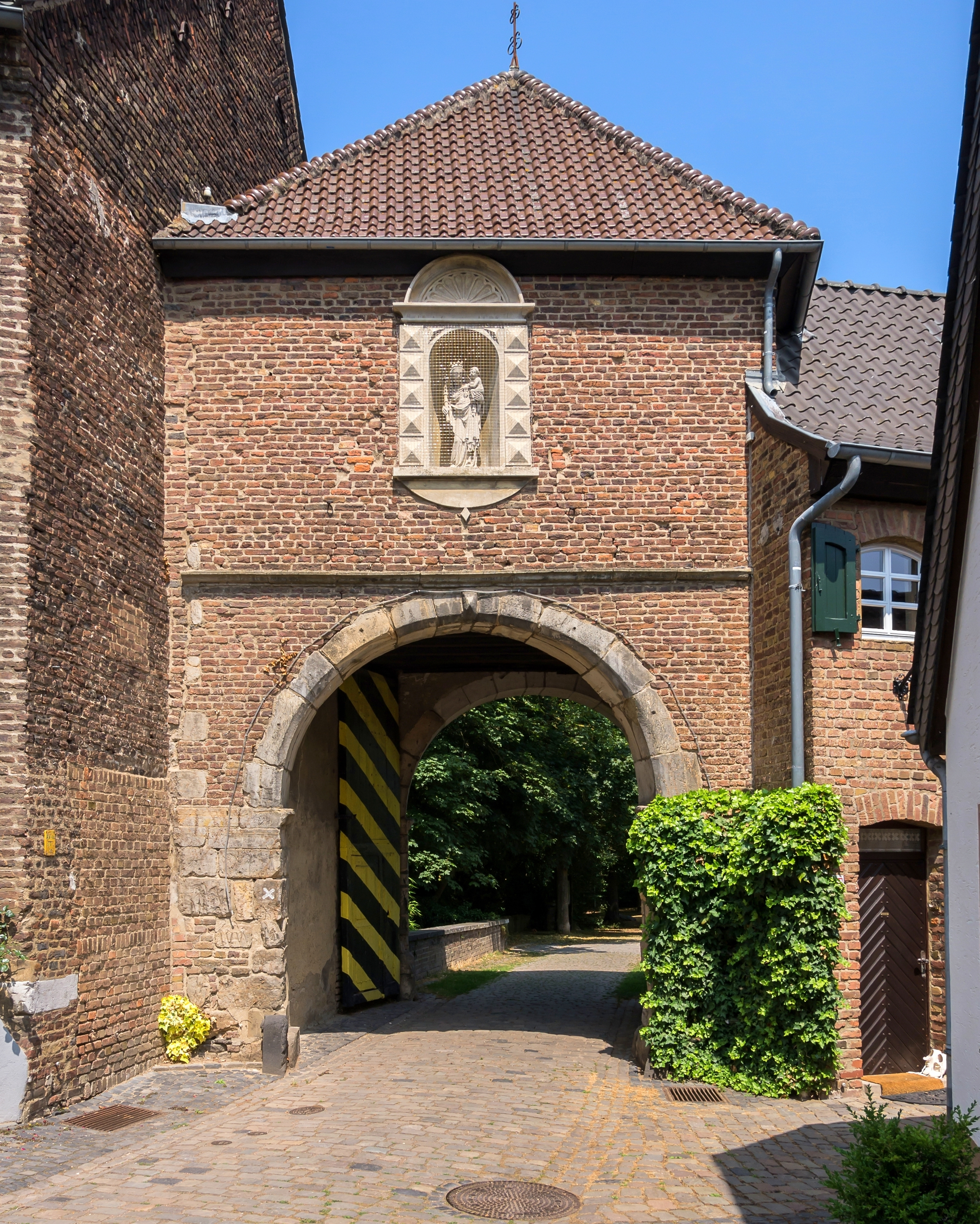
Erftpoort, Alt-Kaster
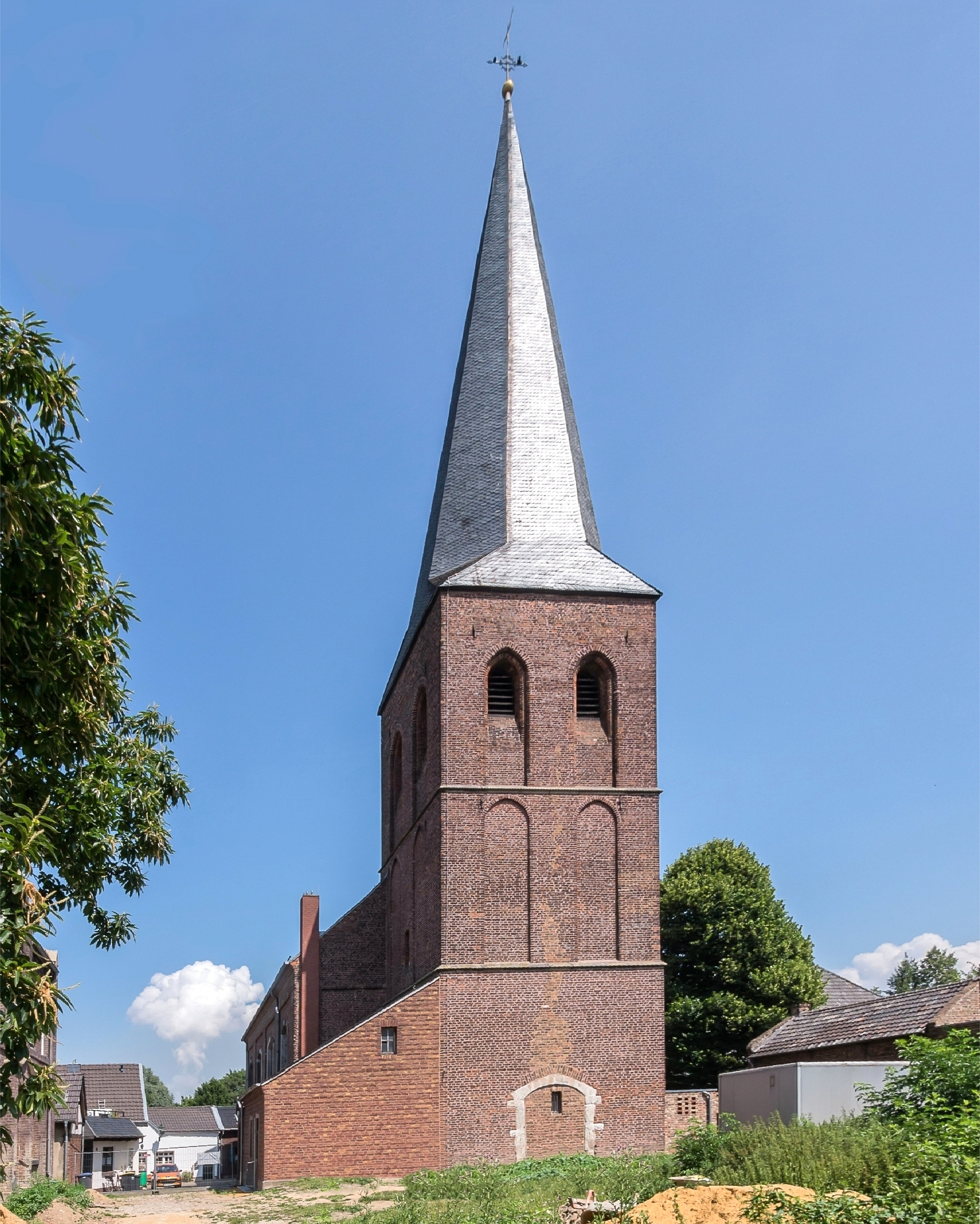
St. Joriskerk, Alt-Kaster (1785)
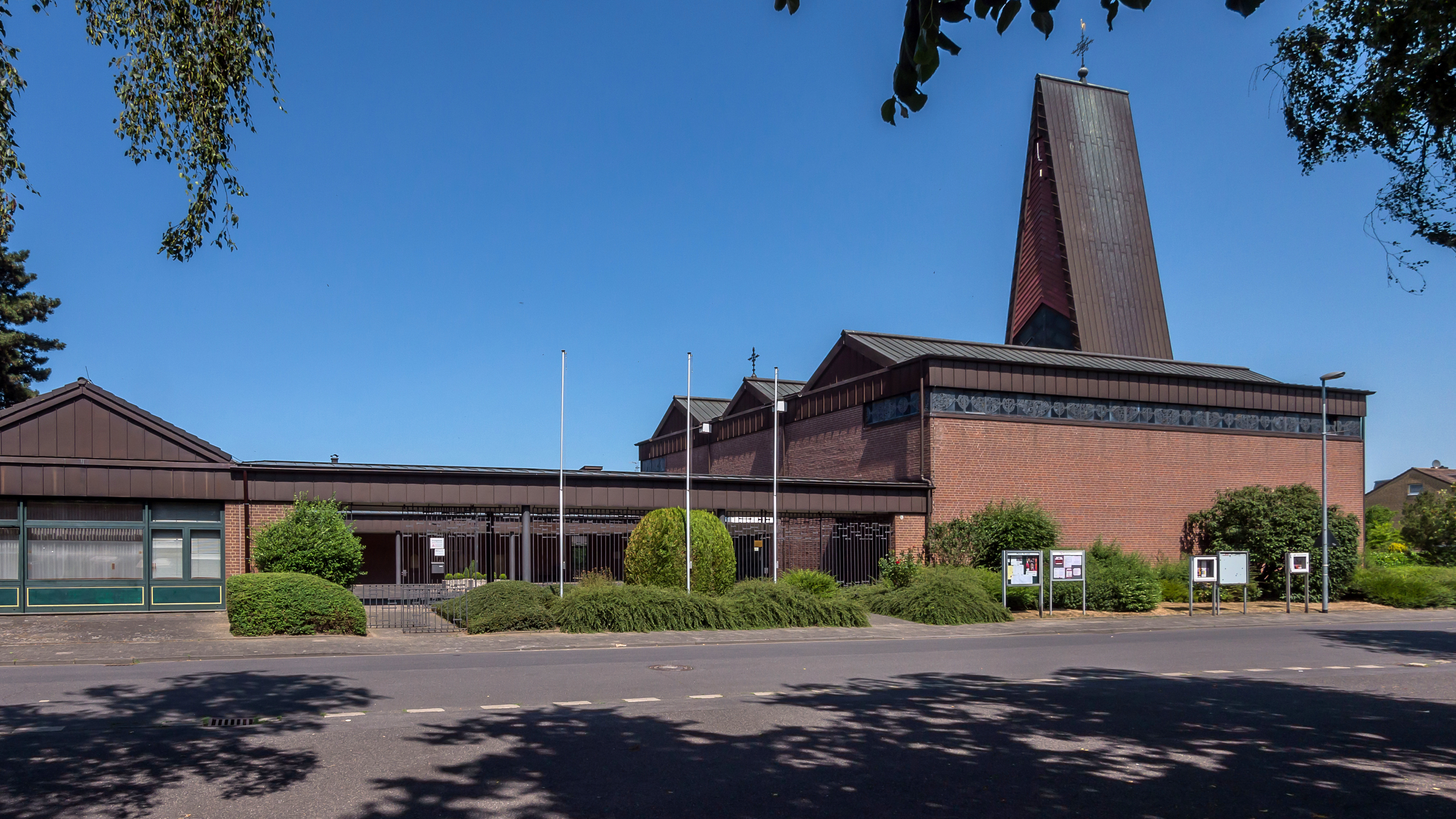
St. Luciakerk, Rath
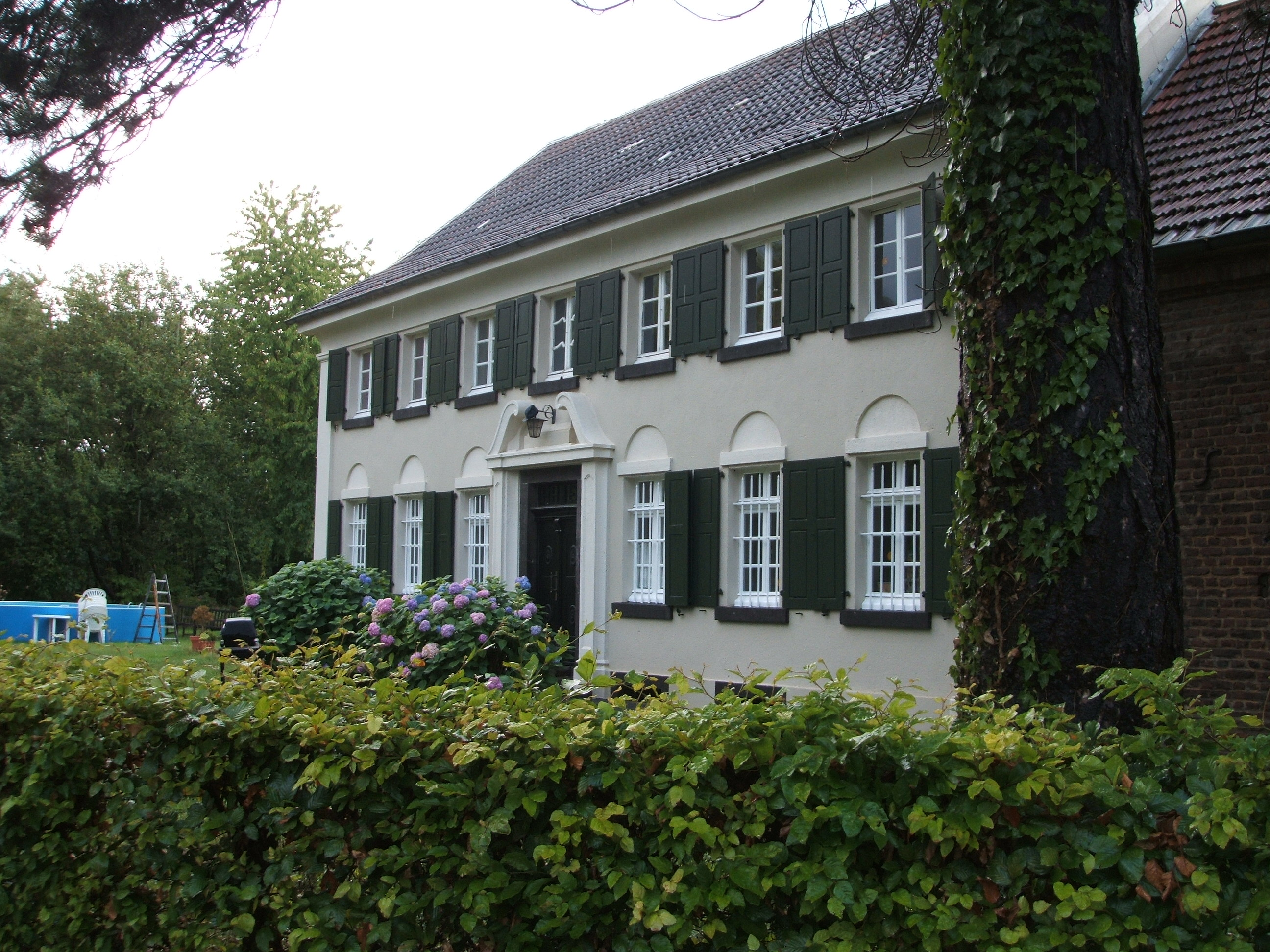
Landhuis Gut Hohenholz

## Partnergemeentes
Er bestaan jumelages met:
- Pardes Hanna-Karkur[7] (Israël)
- Vetschau, in de voormalige DDR